# Elisha Henig
Elisha Henig (* 30. Oktober 2004) ist ein US-amerikanischer Schauspieler.

## Leben
Henig wuchs in Portland (Oregon) auf und spielte mit 8 Jahren seine ersten Rollen auf der Bühne. Mit 10 Jahren begann er Gastrollen in verschiedenen Fernsehproduktionen zu spielen und trat unter anderem in Serien wie Grey’s Anatomy, American Vandal und Mr. Robot auf.
Henig stand in der zweiten Staffel der Dramaserie The Sinner sowie neben Zach Braff in der Sitcom Alex, Inc. als Hauptdarsteller vor der Kamera.

## Filmografie (Auswahl)
- 2015ː Leo & Clark[3]
- 2015ː Grey’s Anatomy
- 2016ː S3 – Gemeinsam stärker
- 2017ː Adam Ruins Everything
- 2017ː Mr. Robot
- 2018ː Alex, Inc.
- 2018ː American Vandal
- 2018ː The Sinner
- 2020: Mythic Quest